# Viggiano
Viggiano este o comună din provincia Potenza, regiunea Basilicata, Italia, cu o populație de 3.248 locuitori (1 ianuarie 2023) și o suprafață de 89,7 km².

## Demografie
Viggiano - evoluția demografică

|  | Graficele sunt indisponibile din cauza unor probleme tehnice. Mai multe informații se găsesc la Phabricator și la wiki-ul MediaWiki. |

Date: Recensăminte sau birourile de statistică - grafică realizată de Wikipedia

## Personalități născute aici
- Leonardo De Lorenzo (1875 - 1962), flautist.